# 윤치창
윤치창(尹致昌, 1899년 3월 5일 ~ 1973년 10월 1일)은 일제강점기의 상인이자 기업인이자 미군정의 관료, 대한민국의 은행원, 공무원, 외교관이다. 일제강점기에는 기업인으로 활동하다가 미군정 주둔 후 관료가 되어, 군정청 재무부 전단국장, 전매국장 등을 역임하였다.
광복 이후 초대 영국 공사와 터키공사를 지냈다. 또한 대한민국 정부 전매청장, 중동친선사절단장, 외무부 특명전권대사 등을 역임했으며 1962년 도미, 주미한인회 뉴욕지회의 부회장으로 활동하였다. 개화파 무신 윤웅렬의 서자이자 구한 말의 개화인사 윤치호의 이복동생이며 군의관 윤치왕의 친동생이다. 또한 前 대한민국 제4대 대통령 해위 윤보선의 당숙이다. 독립운동가 손정도(孫貞道)의 사위이며 해군 제독 손원일(孫元一)의 매부이다. 본관은 해평이다. 창씨명은 이토 치마사(伊東致昌)이다. 호는 남계(南桂)이며 쌍용자동차 손명원 사장의 고모부 이다 즉 장인어른의 손자이다.
처남 손원일을 통해, 손원일의 사돈인 탤런트 겸 영화배우 남궁원, 외무부 장관 김동조, 현대그룹 창업주 정주영 등과도 인척 관계를 형성하였다.

## 생애

### 어린 시절

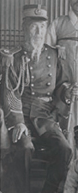
아버지 윤웅렬

윤치창은 1899년(광무 2년) 3월 5일 경성부 전동(현, 서울특별시 종로구 견지동(堅志洞)) 68번지에서 조선 말기의 무신이자 개화파 관료 윤웅렬(尹雄烈)의 서자이자 그의 소실 김정순(金貞淳)의 소생으로 태어났다. 조선 선조 때의 형제 정승 윤두수, 윤근수 형제의 후손이었으나, 몰락했던 그의 집안은 할아버지 윤취동의 대에 아산 둔포면 일대에 농토와 재산을 마련했고, 아버지 윤웅렬과 삼촌 윤영렬이 중앙 관직에 진출하면서 다시 집안을 일으켰다.
그에게는 어려서 요절한 친형과 4년 연상의 친형 윤치왕(후에 대한민국육군 의무감을 지냄) 등 두 명의 친형과 30세 연상인 이복 누나로 윤웅렬의 본처 전의이씨 소생 윤씨, 윤웅렬의 둘째 부인 전주이씨 이정무 소생 윤경희, 이복 형 좌옹 윤치호가 있었다. 그밖에 삼촌 윤영렬의 손자는 한국의 초기 해부학자이자 병리학자이며 서울대학교 의대 교수였던 윤일선과 서울특별시장과 상공부장관, 제4대 대통령을 지낸 윤보선이었다. 또한 윤영렬의 아들로 그의 사촌 형은 내무부장관과 서울시장을 지낸 윤치영이었다. 12세인 1911년 아버지 윤웅렬을 여의었다.
그는 유년기를 종로 견지동에서 보냈다. 1924년 3월 무렵까지도 그의 주소지는 견지동으로 되어 있었다. 1906년 아버지 윤웅렬은 그를 조기 결혼시키려 했으나, 교육을 받아야 된다는 이복 형 윤치호의 완강한 반대로 무산되었다. 그의 조혼 결정은 윤치호일기 1906년 3월 21일자 일기에 나타났으며, 윤치호는 고작 7살 밖에 안된 아이를 결혼시키려 한다 하였다.

### 청년기
소년기에 부친을 여의었으나 부유한 환경에서 성장하였다. 윤치창에게는 아산시 음봉면 산정리의 땅이 상속되었는데, 1924년 3월 18일 조선총독부 관보 제3476호 1924년 3월 18일자 1면 좌측 임야조사 대지와 주인 명단에 그의 이름이 나타난다. 윤치창의 소학교 졸업 기록은 알려진 것이 없다. 그뒤 경성고등보통학교(京城高等普通學校, 경기고등학교의 전신)에 입학, 1916년 4월 20일 경성고보를 수석으로 졸업했다. 정확한 시점은 알려지지 않았으나 일본에 유학, 1916년 9월에 귀국하였다.
1924년 미국에 유학, 그해 9월 시카고 루이스 대학 상과에 입학했다. 이때 그는 박인준을 만났고, 미국 체류 중 그는 박인준의 외조카딸이자 감리교 목사이자 독립운동가 손정도의 딸 손진실을 만나 결혼했다. 1928년 미국 시카고 루이스 대학 상과를 졸업하고 귀국 후에는 개인업에 종사하였다. 귀국 후 한때 아버지 윤웅렬이 살던 충남 아산의 고택을 다시 매입, 윤웅렬 고택에서 살았다.
미국에서 만난 박인준과는 처외삼촌-조카사위도 되면서 가깝게 지냈는데, 후일 공평동 9번지에 있던 박인준건축사무소가 한때 윤치창이 남계양행을 운영할 때 남계양행 건물의 2층에 입주하기도 했다. 또한 박인준은 가회동에 있던 윤치창 가옥(1936년 건립, 현 사우디대사관 관저 주변)과 윤치왕 가옥(1936년 건립, 현존), 윤치호 가옥(1936년 건립, 후일 철거) 등을 지어주었다. 박인준은 또한 북미한인유학생총회의 회원이었는데, 박인준이 미국에 있을 때 윤치창의 사촌인 윤치영이 한인유학생회 간부로 활동하기도 했다. 1936년을 전후하여 경성부 종로방 가회동(현, 서울특별시 종로구 가회동) 1-6번지에 거주하였다.

### 기업인 활동

#### 일제 강점기 중반 활동

형 윤치왕

1925년 손정도 목사의 딸 손진실과 결혼하였다. 이때 손진실은 윤치창과 결혼하겠다고 하는데 그녀의 아버지 손정도 목사는 탐탁치 않아하여 허락치 않고 있었다고 한다. 그때 독립군들이 돈을 얻어내기 위해 윤치창을 가두어 놓는 사건까지 겹쳤다고 한다. 손정도는 딸을 설득하려 했으나 실패하였다. 우여곡절 끝에 탈출에 가까스로 성공하고 결혼하였다.
1928년 7월 17일 조선총독부의 임야조사에 그가 소유한 고양군 부암리의 산 17700평도 조사 명단에 올랐다. 이때 형 윤치호가 소유한 38800평, 형 윤치왕이 소유한 12323평도 함께 조사 명단에 올라갔다.
감리교 목사였던 손정도는 독립운동에 참여하여 대한민국 임시의정원 의장과 대한민국 임시정부 교통부 총장으로 재직하였고, 나중에는 미국으로 이주하였다. 그의 아내 손진실은 시어머니 김정순과 같이 사는 것을 거부하였다. 또한 시어머니를 모시고 사는 이복 시아주버니 윤치호의 집 주변을 지나갈 일이 있어도 한번도 시집에 들리지 않았다. 윤치호는 이를 괘씸히 여겼다. 1930년대 초반 아내 손진실의 권유로 도미, 미국에서 체류하다가 1933년 6월 귀국했다. 1933년 11월에는 보성전문학교 창립 30주년 기념사업회 발기인의 한사람으로 참여하고, 보성전문학교 재단의 후견인의 한사람이 되었다.
1935년 처남인 손원일이 출옥하자, 그와 합작으로 남계양행(南桂洋行)이라는 상점을 5년간 공동운영하였다. 상점은 경성부 종로 안국동에 있었다. 이때 그의 처남 손원일은 남계양행과 동화양행에서 번 돈의 대부분을 독립운동 자금으로 보냈다. 그 후 사업의 확장으로 중국에 건너가서 남계양행을 운영하다가 귀국하였다. 이복 형 윤치호에 의하면 그는 사치스러웠으며, 6~7회 정도의 큰 빚을 졌다 한다.

#### 중일전쟁 이후 활동
1938년 10월 29일 경성상공회의소의 선거 입회인의 한사람에 선출되었다. 그해 11월 2일 경성상공회의소 의원 추가 보궐선거 시, 입회인 4명 중 1명으로 참여하였다. 1939년 7월 경성부 종로방 재동정 102번지에 있던 부동산 매매회사인 보영사(普榮社) 이사가 되었고, 1940년 중앙연료주식회사(中央燃料株式會社) 이사, 1942년 형 윤치왕과 동업, 윤치왕이 함경남도 북청 신포읍 토성리 69에 세운 세운 남포수산(南圃水産)의 이사가 되었으나 남포수산은 뒤에 사기꾼에게 넘어가 도산하고 말았다.
1937년 주식 5천원을 투자하여 4월 1일부터는 경성부 종로방 공평정 9번지에 있던 광공업회사이자 광업, 채굴, 광산측량 회사인 합자회사 천은광업사(合資會社 天銀鑛業社)의 대주주이자 이사가 되었다. 1938년 1월 1일 경성골프구락부에 가입하여 활동했는데, 당시 가입회비는 2백원이었다 한다. 1939년 3월 1일부터는 함남 북청의 남포수산의 이사가 되어 경성과 함남 북청을 오가며 활동했다. 이무렵 처남 손원일이 난징군사학교 사건에 연루된 혐의로 평양경찰서에 체포, 수감되자 그는 손원일을 석방시키려 정재협의 중개를 거쳐 사에키 경성부윤과 경성 주재 경기도 경무과장에게 돈을 지불했다가 1939년 3월 11일 뇌물청탁 혐의로 기소, 투옥되었다.
1939년 11월 사에키 전 경성부윤에게 뇌물을 준 혐의로 기소, 옥중 재판을 받고 12월 27일 석방되었다. 1940년 5월 31일 일본 도쿄로 건너가 중고차를 구매하고 6월 22일에 귀국했는데, 중고차량의 구매비용은 1만 엔이었다 한다.
1942년 1월 15일부터 일본 도쿄시에 체류중인 이근일(李根一)과 함께 조선금산개발주식회사(朝鮮金山開發株式會社)의 공동 대표로 평안북도 창성군 대창면, 구성군 천마면, 삭주군 외남면의 광산 채굴업에 종사했다.
1940년 11월 18일 연료회사 중앙연료(中央燃料)의 이사가 되었다. 1941년 창씨개명이 단행되자 이토 치마사(伊東致昌)로 개명하였다. 1941년 2월 4일 형 윤치왕, 형수 이모임과 함께 용산방 길야정 12에 있는 조선운송주식회사(朝鮮運送株式會社)를 인수, 운영했으나 그해 11월 7일 일본인 무라카미 요시카즈(村上義一)에게 매각하였다. 1942년 9월 연료회사 중앙연료(中央燃料)의 이사가 되었다. 1942년 9월 1일 금융신탁회사로 변경된 주식회사 보영사(普榮社)의 이사로 참여하였다. 이후 중앙연료와 보영사의 이사로 활동하면서, 1944년 9월에는 벽성군(龜城郡)과 삭주군(朔州郡)의 광산 채굴에도 참여하였다.

### 해방 이후
1945년 8월 21일 광복 직후 경성부 종로 안동교회(安洞敎會)에서 손원일, 정긍모(鄭兢謨) 등의 주도로 해사대(海事隊)가 창설될 때 참여, 그는 해사대에서 영어 교육을 담당하기도 했다. 9월 2일 미군정이 주둔하자 미군정청 재무부 전단국장(專亶局長)이 되었다. 이어 담배, 인삼, 소금의 생산과 매입, 매출 업무를 관장하였다. 1945년 12월 이복 형 윤치호가 친일파로 몰려 매장당한 뒤 곧 사망했으나 그는 적극적인 친일행위를 한 것은 없으므로 연좌되지는 않았다.
1946년 조선저축은행(朝鮮貯蓄銀行) 취체역이 되었다가, 1946년 12월 미군정청 전매국장이 되고, 경성(京城) 지방전매국장을 겸직했다. 1948년 조선은행(朝鮮銀行, 한국은행의 전신) 이사가 되었다. 그해 조선은행 전실국장을 거쳐 48년 12월 조선은행 감사역이 되었다.

### 은행원 근무 및 조선은행, 환금은행 통합 활동
1948년 8월 대한민국 정부 수립 직후 재무부 전매국장으로 계속 있다가 2개월만에 사퇴했다. 바로 조선은행 감사역이 되었다가, 10월 임시 영국공사로 임명됐다. 1948년 11월 26일 조선은행 신임 이사에 내정되었다. 12월 1일 조선은행 이사로 보선되었다.
12월 주식회사 한국홍삼공사(株式會社韓國紅蔘公社)가 출범하자 한국홍삼공사 주주의 한 사람으로 선정되었으며, 이때 전매국 이권자가 주주가 되었다고 논란이 되기도 했다. 조선은행(朝鮮銀行)의 이사였던 그는 1949년 2월 1일 조선환금은행(朝鮮換金銀行)의 이사가 되어 겸임하였고 환금은행에 주재하면서 양쪽의 일을 다 보게 되었으며, 조선환금은행과 조선은행의 통합 일에 관여하였다. 한국은행 조직, 출범 운동을 추진했지만 그는 한국은행 출범을 보지 못하고 영국으로 가게 된다.

### 외교관 생활

#### 영국공사관 공사와 사직
1949년 1월 18일 한국-영국 수교가 체결되자, 그가 주영국공사에 추천, 임명되었다. 그는 처음에는 거절하고 여러 번 거절했으나 이승만의 거듭된 부탁으로 결국 영국으로 가게 된다.
| “ | 윤치창 씨, 당신이 주영 한국공사직을 맡아주시오. 그 대신, 우리 정부에단 한 푼의 재정 지원도 기대하지 말아주시오. 아시다시피 우리 정부는 다른 나라에 가서 쓸 돈이 없습니다. 주중특사관과 주일대표부와 주미대사관이 모두 현지 교민들의 도움으로 운영되고 있는 실정이올시다. 미국만 해도 지금 장면 대사가 애를 먹고 있어요. 애국심이 없으면 못할 자리가 지금 대한민국의 재외공관 대표자인 것입니다. 윤치창씨 당신이 공사관 건물 임대와 유지경비 활동경비 일체를 부담하는 조건으로 주영공사를 맡아주시오 | ” |

이승만의 임명으로 초대 주영공사로 부임한 윤치창은 미화 3만달러를 1만 파운드의 영국돈으로 환산, 영국은행에 예치하고 영국 공사관 임시 공사가 되었다.
1949년 11월 29일 초대 주영국 대한민국 공사에 임명되었다. 1950년 2월 17일 윤치창은 런던 웨스트민스터의 마블아치 부근에 건물을 마련, 대한민국 주영공사관을 개설했다. 1950년 9월 28일 영국에서 개최된 제5차 가트 체약국단(締約國團)회의 및 한국-영국 관세교섭양허(關稅交涉讓許)회의에 참석하였다. 그러나 공관 건물 임대에서 현지 고용직원의 임금, 그리고 외교 활동경비에서 자동차 수리비까지, 모든 경비를 윤치창 개인의 재산으로 부담하였고, 대한민국 정부로부터 아무런 지원이 없어 결국 윤치창은 1951년 5월 사직서를 제출하고 귀국한다.
1950년 5월 11일부터는 ECA 원조 협정에 참석한 주프랑스 한국대사 공진항을 대신하여, 주프랑스 한국 공사의 업무도 일부 겸무하였다. 이때 공진항은 사직의사를 밝혔고 그는 후임자가 올 때까지 프랑스 대사관의 소관사무도 같이 돌봐야 했다.
이후 미국으로 건너가 1960년 6월 12일 뉴욕 한인 교회에서 뉴욕 한인회를 창립하는데 참여하였 고, 뉴욕 한인회 수석부회장에 선출되었다.

#### 제2공화국 시절
1960년 8월 제2공화국 출범후 한국으로 귀국, 외무부 특명전권대사에 임명되었다. 1960년 12월 중동지구친선사절단장(中東地區親善使節團長)으로 중근동 지역을 다녀온 뒤 1961년 1월 23일 주터키 대한민국 대사에 임명, 2월 3일 주터키 대사 임명장을 받고, 2월 16일자로 부임하였다.
1961년 6월 24일 중동지구친선사절단에 선정, 7월과 8월에는 다시 중동지구친선사절대표단장에 임명되어 한국에서 파견된 외교관 황호을(黃鎬乙) 등과 함께 중근동 지역을 순방하였다. 이때 그는 5·16 군사 정변 이후 한국의 군사정변을 설명하고 미수교국인 각국과의 수교를 청하였다. 7월 12일 터키 앙카라에서 대한민국 중동지구친선사절단장 자격으로 터키 대통령을 면담한 뒤, 7월 13일 이라크 하심 수상의 초청으로 이라크를 방문, 이라크 혁명 3주년 기념행사에 참여하고 레바논을 거쳐 7월 24일 사이프러스 공화국을 방문하고 7월 26일에는 요르단의 암만을 거쳐 베이루드를 방문했다. 그날 요르단의 후세인 1세가 한국 친선사절단에게 상훈을 수여할 때 윤치창 대사단장은 명예독립훈장(사절단 및 한국인 기자 전원에게 수여)과 국가재건훈장(요르단 훈 1등)을 요르단 외무상을 통해 수여받았다. 7월 27일 이스라엘을 방문했다가 8월 3일에는 이집트를 방문하여 나세르 대통령과 면담하였으며 리비아, 모로코, 튀니지 등을 방문하고 8월 24일 원 임지인 터키로 되돌아갔다. 1961년 10월 17일 국가재건최고회의 의장 박정희가 해외 파견 친선사절단에게 표창장을 수여할 때, 표창장을 수여받았다.
1961년 12월 13일 일시 귀국했다가, 12월 20일 서울 반도호텔 숙소에서 뇌졸중으로 쓰러져 중태에 빠졌다. 곧 회복하고 다시 출국하였다. 그러나 1962년 귀국 도중 다시 뇌졸중으로 쓰러지기도 했다.

### 생애 후반
1962년 4월 주터키대사직을 사퇴하고 귀국하였다. 
1963년 9월 23일 미국으로 이민하러 NWA 항공기 편으로 출국, 10월 미국으로 건너갔으며, 뉴욕에 도착했다가 뉴욕 플러싱 41가 애비뉴에 정착, 뉴욕 한인회 부회장에 선출되었고, 이어 뉴욕 한인회 수석부회장으로 활동했다. 부인 손진실(孫眞實)은 상해 임시정부의정원 의장을 지낸 손정도 목사의 장녀이자 해군참모총장과 국방부 장관을 지낸 손원일의 여동생이었다. 윤치창의 장남 윤종선(尹淙善)은 생화학박사로 뉴욕치과대학교 교수를 지냈고 장녀 윤원희는 미국 국무부 공무원을 지냈다.

### 사후
1973년 10월 1일 뉴욕에서 사망하였다. 묘소는 미국 뉴욕 시 무궁화 묘지에 부인 손진실과 함께 안장되었으며, 근교에 처제 손인실 내외의 묘소가 소재해 있다.

## 상훈 경력
- 1949년 10월 29일 문교부 장관 표창장(서울특별시 교육시설 확충 유공)[22]
- 1949년 11월 18일 국무총리 표창장(경제연감 발행 유공)[23]
- 1961년 7월 26일 요르단 명예독립훈장
- 요르단 국가재건훈장
- 1961년 10월 17일 국가재건최고회의 의장 표창장(해외친선사절단 중동지구 참여 유공)

## 기타 이력
- 1940년 중앙연료주식회사(中央燃料株式會社) 중역(重役)
- 1945년 10월 미군정청 재무부 전환국장(專亶局長)
- 1946년 조선저축은행 취체역 임원
- 1947년 미군정청 전매국장
- 1948년 조선은행 이사
- 1949년 조선환금은행(朝鮮換金銀行) 이사

## 가족 관계
혼맥을 통해 독립운동가 손정도의 사위이자 대한민국 해군 창군 주역인 손원일은 그의 처남이었으며, 처남 손원일을 통해 영화배우 겸 탤런트 남궁원, 정치인 홍정욱의 가계하고도 연결된다. 또한 처가의 사돈은 외무부 장관을 지낸 김동조와 정몽헌과도 연결된다. 이복 형 좌옹 윤치호를 통해 독립운동가 남궁억의 가계로도 연결된다.
|  |  |                               |                               |                               |                               |                               |                               |                      |                      |                      |                      |  |  |  |  |                                    |                                    |                                    |                                    |                                    |                                    |                                    |                                    |                                    |                                    |                                    |                                    |                                    |                                    | 윤취동 (尹取東) 1798~1863          |                                    |  |  |                           |                           |                           |                           |                           |                           |                           |                           |                                    |                                    |                                    |                                    |                                                  |                                                  |                                                  |                                                  |                                                  |                                                  |  |  |  |  |                           |                           |                           |                           |                           |                           |  |  |                       |                       |                       |                       |                       |                       |
|  |  |                               |                               |                               |                               |                               |                               |                      |                      |                      |                      |  |  |  |  |                                    |                                    |                                    |                                    |                                    |                                    |                                    |                                    |                                    |                                    |                                    |                                    |                                    |                                    |                                    |                                    |  |  |                           |                           |                           |                           |                           |                           |                           |                           |                                    |                                    |                                    |                                    |                                                  |                                                  |                                                  |                                                  |                                                  |                                                  |  |  |  |  |                           |                           |                           |                           |                           |                           |  |  |                       |                       |                       |                       |                       |                       |
|  |  |                               |                               |                               |                               |                               |                               |                      |                      |                      |                      |  |  |  |  |                                    |                                    |                                    |                                    |                                    |                                    |                                    |                                    |                                    |                                    |                                    |                                    |                                    |                                    |                                    |                                    |  |  |                           |                           |                           |                           |                           |                           |                           |                           |                                    |                                    |                                    |                                    |                                                  |                                                  |                                                  |                                                  |                                                  |                                                  |  |  |  |  |                           |                           |                           |                           |                           |                           |  |  |                       |                       |                       |                       |                       |                       |
|  |  | 전주이씨 (全州李氏) 1844~1936 | 전주이씨 (全州李氏) 1844~1936 | 전주이씨 (全州李氏) 1844~1936 | 전주이씨 (全州李氏) 1844~1936 | 전주이씨 (全州李氏) 1844~1936 | 전주이씨 (全州李氏) 1844~1936 |                      |                      |                      |                      |  |  |  |  |                                    |                                    |                                    |                                    | 반계 윤웅렬 (磻溪尹雄烈) 1840~1911 | 반계 윤웅렬 (磻溪尹雄烈) 1840~1911 | 반계 윤웅렬 (磻溪尹雄烈) 1840~1911 | 반계 윤웅렬 (磻溪尹雄烈) 1840~1911 | 반계 윤웅렬 (磻溪尹雄烈) 1840~1911 | 반계 윤웅렬 (磻溪尹雄烈) 1840~1911 |                                    |                                    |                                    |                                    |                                    |                                    |  |  |                           |                           | 김정순 (金貞淳) 1879~1959 | 김정순 (金貞淳) 1879~1959 | 김정순 (金貞淳) 1879~1959 | 김정순 (金貞淳) 1879~1959 | 김정순 (金貞淳) 1879~1959 | 김정순 (金貞淳) 1879~1959 |                                    |                                    |                                    |                                    | 연구 윤영렬 (蓮龜尹英烈) 1854~1939 윤영렬 가계도 | 연구 윤영렬 (蓮龜尹英烈) 1854~1939 윤영렬 가계도 | 연구 윤영렬 (蓮龜尹英烈) 1854~1939 윤영렬 가계도 | 연구 윤영렬 (蓮龜尹英烈) 1854~1939 윤영렬 가계도 | 연구 윤영렬 (蓮龜尹英烈) 1854~1939 윤영렬 가계도 | 연구 윤영렬 (蓮龜尹英烈) 1854~1939 윤영렬 가계도 |  |  |  |  | 한진숙 (韓鎭淑) 1851~1938 | 한진숙 (韓鎭淑) 1851~1938 | 한진숙 (韓鎭淑) 1851~1938 | 한진숙 (韓鎭淑) 1851~1938 | 한진숙 (韓鎭淑) 1851~1938 | 한진숙 (韓鎭淑) 1851~1938 |  |  | 윤씨 (尹氏) 1835~1920 | 윤씨 (尹氏) 1835~1920 | 윤씨 (尹氏) 1835~1920 | 윤씨 (尹氏) 1835~1920 | 윤씨 (尹氏) 1835~1920 | 윤씨 (尹氏) 1835~1920 |
|  |  | 전주이씨 (全州李氏) 1844~1936 | 전주이씨 (全州李氏) 1844~1936 | 전주이씨 (全州李氏) 1844~1936 | 전주이씨 (全州李氏) 1844~1936 | 전주이씨 (全州李氏) 1844~1936 | 전주이씨 (全州李氏) 1844~1936 |                      |                      |                      |                      |  |  |  |  |                                    |                                    |                                    |                                    | 반계 윤웅렬 (磻溪尹雄烈) 1840~1911 | 반계 윤웅렬 (磻溪尹雄烈) 1840~1911 | 반계 윤웅렬 (磻溪尹雄烈) 1840~1911 | 반계 윤웅렬 (磻溪尹雄烈) 1840~1911 | 반계 윤웅렬 (磻溪尹雄烈) 1840~1911 | 반계 윤웅렬 (磻溪尹雄烈) 1840~1911 |                                    |                                    |                                    |                                    |                                    |                                    |  |  |                           |                           | 김정순 (金貞淳) 1879~1959 | 김정순 (金貞淳) 1879~1959 | 김정순 (金貞淳) 1879~1959 | 김정순 (金貞淳) 1879~1959 | 김정순 (金貞淳) 1879~1959 | 김정순 (金貞淳) 1879~1959 |                                    |                                    |                                    |                                    | 연구 윤영렬 (蓮龜尹英烈) 1854~1939 윤영렬 가계도 | 연구 윤영렬 (蓮龜尹英烈) 1854~1939 윤영렬 가계도 | 연구 윤영렬 (蓮龜尹英烈) 1854~1939 윤영렬 가계도 | 연구 윤영렬 (蓮龜尹英烈) 1854~1939 윤영렬 가계도 | 연구 윤영렬 (蓮龜尹英烈) 1854~1939 윤영렬 가계도 | 연구 윤영렬 (蓮龜尹英烈) 1854~1939 윤영렬 가계도 |  |  |  |  | 한진숙 (韓鎭淑) 1851~1938 | 한진숙 (韓鎭淑) 1851~1938 | 한진숙 (韓鎭淑) 1851~1938 | 한진숙 (韓鎭淑) 1851~1938 | 한진숙 (韓鎭淑) 1851~1938 | 한진숙 (韓鎭淑) 1851~1938 |  |  | 윤씨 (尹氏) 1835~1920 | 윤씨 (尹氏) 1835~1920 | 윤씨 (尹氏) 1835~1920 | 윤씨 (尹氏) 1835~1920 | 윤씨 (尹氏) 1835~1920 | 윤씨 (尹氏) 1835~1920 |
|  |  |                               |                               |                               |                               |                               |                               |                      |                      |                      |                      |  |  |  |  |                                    |                                    |                                    |                                    |                                    |                                    |                                    |                                    |                                    |                                    |                                    |                                    |                                    |                                    |                                    |                                    |  |  |                           |                           |                           |                           |                           |                           |                           |                           |                                    |                                    |                                    |                                    |                                                  |                                                  |                                                  |                                                  |                                                  |                                                  |  |  |  |  |                           |                           |                           |                           |                           |                           |  |  |                       |                       |                       |                       |                       |                       |
|  |  |                               |                               |                               |                               |                               |                               |                      |                      |                      |                      |  |  |  |  |                                    |                                    |                                    |                                    |                                    |                                    |                                    |                                    |                                    |                                    |                                    |                                    |                                    |                                    |                                    |                                    |  |  |                           |                           |                           |                           |                           |                           |                           |                           |                                    |                                    |                                    |                                    |                                                  |                                                  |                                                  |                                                  |                                                  |                                                  |  |  |  |  |                           |                           |                           |                           |                           |                           |  |  |                       |                       |                       |                       |                       |                       |
|  |  |                               |                               |                               |                               | 친 누이동생 (花峴妹)          | 친 누이동생 (花峴妹)          | 친 누이동생 (花峴妹) | 친 누이동생 (花峴妹) | 친 누이동생 (花峴妹) | 친 누이동생 (花峴妹) |  |  |  |  | 좌옹 윤치호 (佐翁尹致昊) 1865~1945 | 좌옹 윤치호 (佐翁尹致昊) 1865~1945 | 좌옹 윤치호 (佐翁尹致昊) 1865~1945 | 좌옹 윤치호 (佐翁尹致昊) 1865~1945 | 좌옹 윤치호 (佐翁尹致昊) 1865~1945 | 좌옹 윤치호 (佐翁尹致昊) 1865~1945 |                                    |                                    |                                    |                                    | 남포 윤치왕 (南圃尹致旺) 1895~1982 | 남포 윤치왕 (南圃尹致旺) 1895~1982 | 남포 윤치왕 (南圃尹致旺) 1895~1982 | 남포 윤치왕 (南圃尹致旺) 1895~1982 | 남포 윤치왕 (南圃尹致旺) 1895~1982 | 남포 윤치왕 (南圃尹致旺) 1895~1982 |  |  | 윤치창 (尹致昌) 1899~1973 | 윤치창 (尹致昌) 1899~1973 | 윤치창 (尹致昌) 1899~1973 | 윤치창 (尹致昌) 1899~1973 | 윤치창 (尹致昌) 1899~1973 | 윤치창 (尹致昌) 1899~1973 |                           |                           | 손진실 (孫眞實) 홍정욱 가계도 참조 | 손진실 (孫眞實) 홍정욱 가계도 참조 | 손진실 (孫眞實) 홍정욱 가계도 참조 | 손진실 (孫眞實) 홍정욱 가계도 참조 | 손진실 (孫眞實) 홍정욱 가계도 참조               | 손진실 (孫眞實) 홍정욱 가계도 참조               |                                                  |                                                  |                                                  |                                                  |  |  |  |  |                           |                           |                           |                           |                           |                           |  |  |                       |                       |                       |                       |                       |                       |
|  |  |                               |                               |                               |                               | 친 누이동생 (花峴妹)          | 친 누이동생 (花峴妹)          | 친 누이동생 (花峴妹) | 친 누이동생 (花峴妹) | 친 누이동생 (花峴妹) | 친 누이동생 (花峴妹) |  |  |  |  | 좌옹 윤치호 (佐翁尹致昊) 1865~1945 | 좌옹 윤치호 (佐翁尹致昊) 1865~1945 | 좌옹 윤치호 (佐翁尹致昊) 1865~1945 | 좌옹 윤치호 (佐翁尹致昊) 1865~1945 | 좌옹 윤치호 (佐翁尹致昊) 1865~1945 | 좌옹 윤치호 (佐翁尹致昊) 1865~1945 |                                    |                                    |                                    |                                    | 남포 윤치왕 (南圃尹致旺) 1895~1982 | 남포 윤치왕 (南圃尹致旺) 1895~1982 | 남포 윤치왕 (南圃尹致旺) 1895~1982 | 남포 윤치왕 (南圃尹致旺) 1895~1982 | 남포 윤치왕 (南圃尹致旺) 1895~1982 | 남포 윤치왕 (南圃尹致旺) 1895~1982 |  |  | 윤치창 (尹致昌) 1899~1973 | 윤치창 (尹致昌) 1899~1973 | 윤치창 (尹致昌) 1899~1973 | 윤치창 (尹致昌) 1899~1973 | 윤치창 (尹致昌) 1899~1973 | 윤치창 (尹致昌) 1899~1973 |                           |                           | 손진실 (孫眞實) 홍정욱 가계도 참조 | 손진실 (孫眞實) 홍정욱 가계도 참조 | 손진실 (孫眞實) 홍정욱 가계도 참조 | 손진실 (孫眞實) 홍정욱 가계도 참조 | 손진실 (孫眞實) 홍정욱 가계도 참조               | 손진실 (孫眞實) 홍정욱 가계도 참조               |                                                  |                                                  |                                                  |                                                  |  |  |  |  |                           |                           |                           |                           |                           |                           |  |  |                       |                       |                       |                       |                       |                       |

|                              |                              |                                                                   |                                                                   |                                                                   |                                                                   |                                                                   |                                                                   |                                             |                                             |                                             |                                             |                                             |                                             |                                |                                |                                              |                                              |                                              |                                              |                                                        |                                                        |                                                        |                                                        |                                                        |                                                        |                                         |                                         |                                              |                                              |                                              |                                              |                                              |                                              |  |  |                                             |                                             |                                             |                                             |                                             |                                             |                                     |                                     |                                                        |                                                        |                                                        |                                                        |                                                        |                                                        |                                                |                                                |                                                |                                                |                                             |                                             |                                             |                                             |                              |                              |                                                              |                                                              |                                                              |                                                              |                                                              |                                                              |                                            |                                            |                                            |                                            |  |  |  |  |
|                              |                              |                                                                   |                                                                   |                                                                   |                                                                   |                                                                   |                                                                   |                                             |                                             |                                             |                                             |                                             |                                             |                                |                                |                                              |                                              |                                              |                                              |                                                        |                                                        |                                                        |                                                        |                                                        |                                                        |                                         |                                         |                                              |                                              |                                              |                                              |                                              |                                              |  |  |                                             |                                             |                                             |                                             |                                             |                                             |                                     |                                     |                                                        |                                                        |                                                        |                                                        |                                                        |                                                        |                                                |                                                |                                                |                                                |                                             |                                             |                                             |                                             |                              |                              |                                                              |                                                              |                                                              |                                                              |                                                              |                                                              |                                            |                                            |                                            |                                            |  |  |  |  |
|                              |                              | 윤치창 1899년-1973년 주영한국대사, 주터키한국대사 (윤웅렬 가계도) | 윤치창 1899년-1973년 주영한국대사, 주터키한국대사 (윤웅렬 가계도) | 윤치창 1899년-1973년 주영한국대사, 주터키한국대사 (윤웅렬 가계도) | 윤치창 1899년-1973년 주영한국대사, 주터키한국대사 (윤웅렬 가계도) | 윤치창 1899년-1973년 주영한국대사, 주터키한국대사 (윤웅렬 가계도) | 윤치창 1899년-1973년 주영한국대사, 주터키한국대사 (윤웅렬 가계도) |                                             |                                             | 손진실 1901년-1990년                        | 손진실 1901년-1990년                        | 손진실 1901년-1990년                        | 손진실 1901년-1990년                        | 손진실 1901년-1990년           | 손진실 1901년-1990년           |                                              |                                              |                                              |                                              | 손원일 1909년-1980년 초대 해군참모총장, 전 국방부 장관 | 손원일 1909년-1980년 초대 해군참모총장, 전 국방부 장관 | 손원일 1909년-1980년 초대 해군참모총장, 전 국방부 장관 | 손원일 1909년-1980년 초대 해군참모총장, 전 국방부 장관 | 손원일 1909년-1980년 초대 해군참모총장, 전 국방부 장관 | 손원일 1909년-1980년 초대 해군참모총장, 전 국방부 장관 |                                         |                                         |                                              |                                              |                                              |                                              |                                              |                                              |  |  |                                             |                                             | 김동조 1918년-2004년 전 외무부 장관         | 김동조 1918년-2004년 전 외무부 장관         | 김동조 1918년-2004년 전 외무부 장관         | 김동조 1918년-2004년 전 외무부 장관         | 김동조 1918년-2004년 전 외무부 장관 | 김동조 1918년-2004년 전 외무부 장관 |                                                        |                                                        |                                                        |                                                        |                                                        |                                                        |                                                |                                                |                                                |                                                |                                             |                                             |                                             |                                             |                              |                              |                                                              |                                                              |                                                              |                                                              |                                                              |                                                              |                                            |                                            |                                            |                                            |  |  |  |  |
|                              |                              | 윤치창 1899년-1973년 주영한국대사, 주터키한국대사 (윤웅렬 가계도) | 윤치창 1899년-1973년 주영한국대사, 주터키한국대사 (윤웅렬 가계도) | 윤치창 1899년-1973년 주영한국대사, 주터키한국대사 (윤웅렬 가계도) | 윤치창 1899년-1973년 주영한국대사, 주터키한국대사 (윤웅렬 가계도) | 윤치창 1899년-1973년 주영한국대사, 주터키한국대사 (윤웅렬 가계도) | 윤치창 1899년-1973년 주영한국대사, 주터키한국대사 (윤웅렬 가계도) |                                             |                                             | 손진실 1901년-1990년                        | 손진실 1901년-1990년                        | 손진실 1901년-1990년                        | 손진실 1901년-1990년                        | 손진실 1901년-1990년           | 손진실 1901년-1990년           |                                              |                                              |                                              |                                              | 손원일 1909년-1980년 초대 해군참모총장, 전 국방부 장관 | 손원일 1909년-1980년 초대 해군참모총장, 전 국방부 장관 | 손원일 1909년-1980년 초대 해군참모총장, 전 국방부 장관 | 손원일 1909년-1980년 초대 해군참모총장, 전 국방부 장관 | 손원일 1909년-1980년 초대 해군참모총장, 전 국방부 장관 | 손원일 1909년-1980년 초대 해군참모총장, 전 국방부 장관 |                                         |                                         |                                              |                                              |                                              |                                              |                                              |                                              |  |  |                                             |                                             | 김동조 1918년-2004년 전 외무부 장관         | 김동조 1918년-2004년 전 외무부 장관         | 김동조 1918년-2004년 전 외무부 장관         | 김동조 1918년-2004년 전 외무부 장관         | 김동조 1918년-2004년 전 외무부 장관 | 김동조 1918년-2004년 전 외무부 장관 |                                                        |                                                        |                                                        |                                                        |                                                        |                                                        |                                                |                                                |                                                |                                                |                                             |                                             |                                             |                                             |                              |                              |                                                              |                                                              |                                                              |                                                              |                                                              |                                                              |                                            |                                            |                                            |                                            |  |  |  |  |
|                              |                              |                                                                   |                                                                   |                                                                   |                                                                   |                                                                   |                                                                   |                                             |                                             |                                             |                                             |                                             |                                             |                                |                                |                                              |                                              |                                              |                                              |                                                        |                                                        |                                                        |                                                        |                                                        |                                                        |                                         |                                         |                                              |                                              |                                              |                                              |                                              |                                              |  |  |                                             |                                             |                                             |                                             |                                             |                                             |                                     |                                     |                                                        |                                                        |                                                        |                                                        |                                                        |                                                        |                                                |                                                |                                                |                                                |                                             |                                             |                                             |                                             |                              |                              |                                                              |                                                              |                                                              |                                                              |                                                              |                                                              |                                            |                                            |                                            |                                            |  |  |  |  |
|                              |                              |                                                                   |                                                                   |                                                                   |                                                                   |                                                                   |                                                                   |                                             |                                             |                                             |                                             |                                             |                                             |                                |                                |                                              |                                              |                                              |                                              |                                                        |                                                        |                                                        |                                                        |                                                        |                                                        |                                         |                                         |                                              |                                              |                                              |                                              |                                              |                                              |  |  |                                             |                                             |                                             |                                             |                                             |                                             |                                     |                                     |                                                        |                                                        |                                                        |                                                        |                                                        |                                                        |                                                |                                                |                                                |                                                |                                             |                                             |                                             |                                             |                              |                              |                                                              |                                                              |                                                              |                                                              |                                                              |                                                              |                                            |                                            |                                            |                                            |  |  |  |  |
|                              |                              |                                                                   |                                                                   | 남궁원 (본명 : 홍경일) 1934년~ 영화배우                           | 남궁원 (본명 : 홍경일) 1934년~ 영화배우                           | 남궁원 (본명 : 홍경일) 1934년~ 영화배우                           | 남궁원 (본명 : 홍경일) 1934년~ 영화배우                           | 남궁원 (본명 : 홍경일) 1934년~ 영화배우     | 남궁원 (본명 : 홍경일) 1934년~ 영화배우     |                                             |                                             | 양춘자 1941년~ 남궁원의 배우자              | 양춘자 1941년~ 남궁원의 배우자              | 양춘자 1941년~ 남궁원의 배우자 | 양춘자 1941년~ 남궁원의 배우자 | 양춘자 1941년~ 남궁원의 배우자               | 양춘자 1941년~ 남궁원의 배우자               |                                              |                                              | 손명원 1941년~ 전 쌍용자동차 사장 헤럴드미디어 고문    | 손명원 1941년~ 전 쌍용자동차 사장 헤럴드미디어 고문    | 손명원 1941년~ 전 쌍용자동차 사장 헤럴드미디어 고문    | 손명원 1941년~ 전 쌍용자동차 사장 헤럴드미디어 고문    | 손명원 1941년~ 전 쌍용자동차 사장 헤럴드미디어 고문    | 손명원 1941년~ 전 쌍용자동차 사장 헤럴드미디어 고문    |                                         |                                         | 김영숙 1941년~ 김동조의 차녀 손명원의 배우자 | 김영숙 1941년~ 김동조의 차녀 손명원의 배우자 | 김영숙 1941년~ 김동조의 차녀 손명원의 배우자 | 김영숙 1941년~ 김동조의 차녀 손명원의 배우자 | 김영숙 1941년~ 김동조의 차녀 손명원의 배우자 | 김영숙 1941년~ 김동조의 차녀 손명원의 배우자 |  |  | 김영자 1950년~ 김동조의 3녀 허광수의 배우자 | 김영자 1950년~ 김동조의 3녀 허광수의 배우자 | 김영자 1950년~ 김동조의 3녀 허광수의 배우자 | 김영자 1950년~ 김동조의 3녀 허광수의 배우자 | 김영자 1950년~ 김동조의 3녀 허광수의 배우자 | 김영자 1950년~ 김동조의 3녀 허광수의 배우자 |                                     |                                     | 허광수 1946년~ 삼양인터내셔널 회장 GS그룹과 특수관계인 | 허광수 1946년~ 삼양인터내셔널 회장 GS그룹과 특수관계인 | 허광수 1946년~ 삼양인터내셔널 회장 GS그룹과 특수관계인 | 허광수 1946년~ 삼양인터내셔널 회장 GS그룹과 특수관계인 | 허광수 1946년~ 삼양인터내셔널 회장 GS그룹과 특수관계인 | 허광수 1946년~ 삼양인터내셔널 회장 GS그룹과 특수관계인 |                                                |                                                | 김영명 1956년~ 김동조의 4녀 정몽준의 배우자    | 김영명 1956년~ 김동조의 4녀 정몽준의 배우자    | 김영명 1956년~ 김동조의 4녀 정몽준의 배우자 | 김영명 1956년~ 김동조의 4녀 정몽준의 배우자 | 김영명 1956년~ 김동조의 4녀 정몽준의 배우자 | 김영명 1956년~ 김동조의 4녀 정몽준의 배우자 |                              |                              | 정몽준 1951년~ 국회의원, 한나라당 대표 현대중공업그룹 대주주 | 정몽준 1951년~ 국회의원, 한나라당 대표 현대중공업그룹 대주주 | 정몽준 1951년~ 국회의원, 한나라당 대표 현대중공업그룹 대주주 | 정몽준 1951년~ 국회의원, 한나라당 대표 현대중공업그룹 대주주 | 정몽준 1951년~ 국회의원, 한나라당 대표 현대중공업그룹 대주주 | 정몽준 1951년~ 국회의원, 한나라당 대표 현대중공업그룹 대주주 |                                            |                                            |                                            |                                            |  |  |  |  |
|                              |                              |                                                                   |                                                                   | 남궁원 (본명 : 홍경일) 1934년~ 영화배우                           | 남궁원 (본명 : 홍경일) 1934년~ 영화배우                           | 남궁원 (본명 : 홍경일) 1934년~ 영화배우                           | 남궁원 (본명 : 홍경일) 1934년~ 영화배우                           | 남궁원 (본명 : 홍경일) 1934년~ 영화배우     | 남궁원 (본명 : 홍경일) 1934년~ 영화배우     |                                             |                                             | 양춘자 1941년~ 남궁원의 배우자              | 양춘자 1941년~ 남궁원의 배우자              | 양춘자 1941년~ 남궁원의 배우자 | 양춘자 1941년~ 남궁원의 배우자 | 양춘자 1941년~ 남궁원의 배우자               | 양춘자 1941년~ 남궁원의 배우자               |                                              |                                              | 손명원 1941년~ 전 쌍용자동차 사장 헤럴드미디어 고문    | 손명원 1941년~ 전 쌍용자동차 사장 헤럴드미디어 고문    | 손명원 1941년~ 전 쌍용자동차 사장 헤럴드미디어 고문    | 손명원 1941년~ 전 쌍용자동차 사장 헤럴드미디어 고문    | 손명원 1941년~ 전 쌍용자동차 사장 헤럴드미디어 고문    | 손명원 1941년~ 전 쌍용자동차 사장 헤럴드미디어 고문    |                                         |                                         | 김영숙 1941년~ 김동조의 차녀 손명원의 배우자 | 김영숙 1941년~ 김동조의 차녀 손명원의 배우자 | 김영숙 1941년~ 김동조의 차녀 손명원의 배우자 | 김영숙 1941년~ 김동조의 차녀 손명원의 배우자 | 김영숙 1941년~ 김동조의 차녀 손명원의 배우자 | 김영숙 1941년~ 김동조의 차녀 손명원의 배우자 |  |  | 김영자 1950년~ 김동조의 3녀 허광수의 배우자 | 김영자 1950년~ 김동조의 3녀 허광수의 배우자 | 김영자 1950년~ 김동조의 3녀 허광수의 배우자 | 김영자 1950년~ 김동조의 3녀 허광수의 배우자 | 김영자 1950년~ 김동조의 3녀 허광수의 배우자 | 김영자 1950년~ 김동조의 3녀 허광수의 배우자 |                                     |                                     | 허광수 1946년~ 삼양인터내셔널 회장 GS그룹과 특수관계인 | 허광수 1946년~ 삼양인터내셔널 회장 GS그룹과 특수관계인 | 허광수 1946년~ 삼양인터내셔널 회장 GS그룹과 특수관계인 | 허광수 1946년~ 삼양인터내셔널 회장 GS그룹과 특수관계인 | 허광수 1946년~ 삼양인터내셔널 회장 GS그룹과 특수관계인 | 허광수 1946년~ 삼양인터내셔널 회장 GS그룹과 특수관계인 |                                                |                                                | 김영명 1956년~ 김동조의 4녀 정몽준의 배우자    | 김영명 1956년~ 김동조의 4녀 정몽준의 배우자    | 김영명 1956년~ 김동조의 4녀 정몽준의 배우자 | 김영명 1956년~ 김동조의 4녀 정몽준의 배우자 | 김영명 1956년~ 김동조의 4녀 정몽준의 배우자 | 김영명 1956년~ 김동조의 4녀 정몽준의 배우자 |                              |                              | 정몽준 1951년~ 국회의원, 한나라당 대표 현대중공업그룹 대주주 | 정몽준 1951년~ 국회의원, 한나라당 대표 현대중공업그룹 대주주 | 정몽준 1951년~ 국회의원, 한나라당 대표 현대중공업그룹 대주주 | 정몽준 1951년~ 국회의원, 한나라당 대표 현대중공업그룹 대주주 | 정몽준 1951년~ 국회의원, 한나라당 대표 현대중공업그룹 대주주 | 정몽준 1951년~ 국회의원, 한나라당 대표 현대중공업그룹 대주주 |                                            |                                            |                                            |                                            |  |  |  |  |
|                              |                              |                                                                   |                                                                   |                                                                   |                                                                   |                                                                   |                                                                   |                                             |                                             |                                             |                                             |                                             |                                             |                                |                                |                                              |                                              |                                              |                                              |                                                        |                                                        |                                                        |                                                        |                                                        |                                                        |                                         |                                         |                                              |                                              |                                              |                                              |                                              |                                              |  |  |                                             |                                             |                                             |                                             |                                             |                                             |                                     |                                     |                                                        |                                                        |                                                        |                                                        |                                                        |                                                        |                                                |                                                |                                                |                                                |                                             |                                             |                                             |                                             |                              |                              |                                                              |                                                              |                                                              |                                                              |                                                              |                                                              |                                            |                                            |                                            |                                            |  |  |  |  |
|                              |                              |                                                                   |                                                                   |                                                                   |                                                                   |                                                                   |                                                                   |                                             |                                             |                                             |                                             |                                             |                                             |                                |                                |                                              |                                              |                                              |                                              |                                                        |                                                        |                                                        |                                                        |                                                        |                                                        |                                         |                                         |                                              |                                              |                                              |                                              |                                              |                                              |  |  |                                             |                                             |                                             |                                             |                                             |                                             |                                     |                                     |                                                        |                                                        |                                                        |                                                        |                                                        |                                                        |                                                |                                                |                                                |                                                |                                             |                                             |                                             |                                             |                              |                              |                                                              |                                                              |                                                              |                                                              |                                                              |                                                              |                                            |                                            |                                            |                                            |  |  |  |  |
| 홍성아 1968년~ 남궁원의 장녀 | 홍성아 1968년~ 남궁원의 장녀 | 홍성아 1968년~ 남궁원의 장녀                                      | 홍성아 1968년~ 남궁원의 장녀                                      | 홍성아 1968년~ 남궁원의 장녀                                      | 홍성아 1968년~ 남궁원의 장녀                                      |                                                                   |                                                                   | 홍나리 1972년~ 남궁원의 차녀 바이올리니스트 | 홍나리 1972년~ 남궁원의 차녀 바이올리니스트 | 홍나리 1972년~ 남궁원의 차녀 바이올리니스트 | 홍나리 1972년~ 남궁원의 차녀 바이올리니스트 | 홍나리 1972년~ 남궁원의 차녀 바이올리니스트 | 홍나리 1972년~ 남궁원의 차녀 바이올리니스트 |                                |                                | 홍정욱 1970년~ 국회의원 전 헤럴드미디어 사장 | 홍정욱 1970년~ 국회의원 전 헤럴드미디어 사장 | 홍정욱 1970년~ 국회의원 전 헤럴드미디어 사장 | 홍정욱 1970년~ 국회의원 전 헤럴드미디어 사장 | 홍정욱 1970년~ 국회의원 전 헤럴드미디어 사장           | 홍정욱 1970년~ 국회의원 전 헤럴드미디어 사장           |                                                        |                                                        | 손정희 1974년~ 손명원의 차녀 전시기획자                | 손정희 1974년~ 손명원의 차녀 전시기획자                | 손정희 1974년~ 손명원의 차녀 전시기획자 | 손정희 1974년~ 손명원의 차녀 전시기획자 | 손정희 1974년~ 손명원의 차녀 전시기획자      | 손정희 1974년~ 손명원의 차녀 전시기획자      |                                              |                                              |                                              |                                              |  |  |                                             |                                             |                                             |                                             | 허유정 1974년~ 허광수의 장녀                | 허유정 1974년~ 허광수의 장녀                | 허유정 1974년~ 허광수의 장녀        | 허유정 1974년~ 허광수의 장녀        | 허유정 1974년~ 허광수의 장녀                           | 허유정 1974년~ 허광수의 장녀                           |                                                        |                                                        | 방준오 1974년~ 방상훈 조선일보 대표이사의 장남         | 방준오 1974년~ 방상훈 조선일보 대표이사의 장남         | 방준오 1974년~ 방상훈 조선일보 대표이사의 장남 | 방준오 1974년~ 방상훈 조선일보 대표이사의 장남 | 방준오 1974년~ 방상훈 조선일보 대표이사의 장남 | 방준오 1974년~ 방상훈 조선일보 대표이사의 장남 |                                             |                                             | 허서홍 1977년~ 허광수의 장남                | 허서홍 1977년~ 허광수의 장남                | 허서홍 1977년~ 허광수의 장남 | 허서홍 1977년~ 허광수의 장남 | 허서홍 1977년~ 허광수의 장남                                 | 허서홍 1977년~ 허광수의 장남                                 |                                                              |                                                              | 홍정현 1980년~ 홍석현 중앙일보 회장의 장녀                   | 홍정현 1980년~ 홍석현 중앙일보 회장의 장녀                   | 홍정현 1980년~ 홍석현 중앙일보 회장의 장녀 | 홍정현 1980년~ 홍석현 중앙일보 회장의 장녀 | 홍정현 1980년~ 홍석현 중앙일보 회장의 장녀 | 홍정현 1980년~ 홍석현 중앙일보 회장의 장녀 |  |  |  |  |
| 홍성아 1968년~ 남궁원의 장녀 | 홍성아 1968년~ 남궁원의 장녀 | 홍성아 1968년~ 남궁원의 장녀                                      | 홍성아 1968년~ 남궁원의 장녀                                      | 홍성아 1968년~ 남궁원의 장녀                                      | 홍성아 1968년~ 남궁원의 장녀                                      |                                                                   |                                                                   | 홍나리 1972년~ 남궁원의 차녀 바이올리니스트 | 홍나리 1972년~ 남궁원의 차녀 바이올리니스트 | 홍나리 1972년~ 남궁원의 차녀 바이올리니스트 | 홍나리 1972년~ 남궁원의 차녀 바이올리니스트 | 홍나리 1972년~ 남궁원의 차녀 바이올리니스트 | 홍나리 1972년~ 남궁원의 차녀 바이올리니스트 |                                |                                | 홍정욱 1970년~ 국회의원 전 헤럴드미디어 사장 | 홍정욱 1970년~ 국회의원 전 헤럴드미디어 사장 | 홍정욱 1970년~ 국회의원 전 헤럴드미디어 사장 | 홍정욱 1970년~ 국회의원 전 헤럴드미디어 사장 | 홍정욱 1970년~ 국회의원 전 헤럴드미디어 사장           | 홍정욱 1970년~ 국회의원 전 헤럴드미디어 사장           |                                                        |                                                        | 손정희 1974년~ 손명원의 차녀 전시기획자                | 손정희 1974년~ 손명원의 차녀 전시기획자                | 손정희 1974년~ 손명원의 차녀 전시기획자 | 손정희 1974년~ 손명원의 차녀 전시기획자 | 손정희 1974년~ 손명원의 차녀 전시기획자      | 손정희 1974년~ 손명원의 차녀 전시기획자      |                                              |                                              |                                              |                                              |  |  |                                             |                                             |                                             |                                             | 허유정 1974년~ 허광수의 장녀                | 허유정 1974년~ 허광수의 장녀                | 허유정 1974년~ 허광수의 장녀        | 허유정 1974년~ 허광수의 장녀        | 허유정 1974년~ 허광수의 장녀                           | 허유정 1974년~ 허광수의 장녀                           |                                                        |                                                        | 방준오 1974년~ 방상훈 조선일보 대표이사의 장남         | 방준오 1974년~ 방상훈 조선일보 대표이사의 장남         | 방준오 1974년~ 방상훈 조선일보 대표이사의 장남 | 방준오 1974년~ 방상훈 조선일보 대표이사의 장남 | 방준오 1974년~ 방상훈 조선일보 대표이사의 장남 | 방준오 1974년~ 방상훈 조선일보 대표이사의 장남 |                                             |                                             | 허서홍 1977년~ 허광수의 장남                | 허서홍 1977년~ 허광수의 장남                | 허서홍 1977년~ 허광수의 장남 | 허서홍 1977년~ 허광수의 장남 | 허서홍 1977년~ 허광수의 장남                                 | 허서홍 1977년~ 허광수의 장남                                 |                                                              |                                                              | 홍정현 1980년~ 홍석현 중앙일보 회장의 장녀                   | 홍정현 1980년~ 홍석현 중앙일보 회장의 장녀                   | 홍정현 1980년~ 홍석현 중앙일보 회장의 장녀 | 홍정현 1980년~ 홍석현 중앙일보 회장의 장녀 | 홍정현 1980년~ 홍석현 중앙일보 회장의 장녀 | 홍정현 1980년~ 홍석현 중앙일보 회장의 장녀 |  |  |  |  |
|                              |                              |                                                                   |                                                                   |                                                                   |                                                                   |                                                                   |                                                                   |                                             |                                             |                                             |                                             |                                             |                                             |                                |                                |                                              |                                              |                                              |                                              |                                                        |                                                        |                                                        |                                                        |                                                        |                                                        |                                         |                                         |                                              |                                              |                                              |                                              |                                              |                                              |  |  |                                             |                                             |                                             |                                             |                                             |                                             |                                     |                                     |                                                        |                                                        |                                                        |                                                        |                                                        |                                                        |                                                |                                                |                                                |                                                |                                             |                                             |                                             |                                             |                              |                              |                                                              |                                                              |                                                              |                                                              |                                                              |                                                              |                                            |                                            |                                            |                                            |  |  |  |  |
|                              |                              |                                                                   |                                                                   |                                                                   |                                                                   |                                                                   |                                                                   |                                             |                                             |                                             |                                             |                                             |                                             |                                |                                |                                              |                                              |                                              |                                              |                                                        |                                                        |                                                        |                                                        |                                                        |                                                        |                                         |                                         |                                              |                                              |                                              |                                              |                                              |                                              |  |  |                                             |                                             |                                             |                                             |                                             |                                             |                                     |                                     |                                                        |                                                        |                                                        |                                                        |                                                        |                                                        |                                                |                                                |                                                |                                                |                                             |                                             |                                             |                                             |                              |                              |                                                              |                                                              |                                                              |                                                              |                                                              |                                                              |                                            |                                            |                                            |                                            |  |  |  |  |
|                              |                              |                                                                   |                                                                   |                                                                   |                                                                   |                                                                   |                                                                   |                                             |                                             |                                             |                                             | 홍지승 2000년~ 홍정욱의 장녀                | 홍지승 2000년~ 홍정욱의 장녀                | 홍지승 2000년~ 홍정욱의 장녀   | 홍지승 2000년~ 홍정욱의 장녀   | 홍지승 2000년~ 홍정욱의 장녀                 | 홍지승 2000년~ 홍정욱의 장녀                 |                                              |                                              | 홍지수 2003년~                                         | 홍지수 2003년~                                         | 홍지수 2003년~                                         | 홍지수 2003년~                                         | 홍지수 2003년~                                         | 홍지수 2003년~                                         |                                         |                                         | 홍의승 2006년~                               | 홍의승 2006년~                               | 홍의승 2006년~                               | 홍의승 2006년~                               | 홍의승 2006년~                               | 홍의승 2006년~                               |  |  |                                             |                                             |                                             |                                             |                                             |                                             |                                     |                                     |                                                        |                                                        |                                                        |                                                        |                                                        |                                                        |                                                |                                                |                                                |                                                |                                             |                                             |                                             |                                             |                              |                              |                                                              |                                                              |                                                              |                                                              |                                                              |                                                              |                                            |                                            |                                            |                                            |  |  |  |  |

- 할아버지 : 윤취동(尹取東, 1798년 ~ 1863년) 윤흔(尹昕, ?-?)의 6대손
- 할머니 : 고령신씨(高靈申氏)
- 할머니 : 안동김씨(安東金氏, 1800년? ~ ?)
  - 고모: 해평윤씨(1835년 - 1920년)
  - 고모부: 이원시(李源始, 본관은 용인), 2남 2녀
    - 고종사촌: 용인이씨
    - 고종매부 : 이정구(李鼎九), 본관은 우봉

  - 삼촌 : 윤영렬(尹英烈, 1854년 음력 4월 15일 - 1939년 양력 11월 4일)
  - 숙모 : 한진숙(韓鎭淑, 1851년 ~ 1938년 2월 18일),
- 아버지: 윤웅렬(尹雄烈, 1840년 4월 17일 - 1911년 9월 22일)
- 어머니: 전의이씨(全義李氏[24], 1838년 6월 9일 - 1907년 3월 4일)
  - 이복 누나 : 해평윤씨
  - 이복 매형 : 김충현(金忠鉉, 광산김씨)
- 어머니: 전주 이씨(全州李氏[25], 1844년 9월 27일 - 1936년 2월 12일)
  - 이복 누나 : 윤경희(尹慶姬, 1862년 - 1931년)
  - 이복 매형 : 김재극(金在極, 언양김씨), 군수 김화영(金華榮)의 아들
  - 이복 형: 윤치호(尹致昊 1865년 - 1945년 12월 9일, 호는 좌옹)
- 어머니(서모) : 다옥(茶玉, ? - ?, 아버지 윤웅렬의 기생 출신 소실)
- 어머니(서모) : 이름 미상
  - 이복 형: 윤달용(尹達龍, 1894년 - ?)
- 어머니(생모) : 김정순(金貞淳, 1879년 3월 15일 - 1959년 11월 16일)
  - 형: 이름 미상, 요절[26]
  - 형 : 윤치왕(尹致旺, 1895년 2월 17일[27] ~ 1982년 12월 21일)
  - 형수 : 이모임(李慕姙, ? - ?)
    - 조카 : 윤정선(? - 1931년)
    - 조카 : 윤경선(? - 1931년)
    - 조카 : 윤도선(尹燾善, 1932년 3월 5일 - )
    - 조카며느리 : 한정기
    - 조카 : 윤훈선(尹薰善, 1934년 6월 26일 - )
    - 조카 : 윤연선(尹然善, 1936년 1월 11일 - , 대한민국의 공무원, 공공 기업인)
    - 조카 며느리: 박선영(朴宣泳)
      - 종손자: 윤만구(尹晩求)
      - 종손자: 윤경구(尹暻求)
      - 종손녀: 윤현구(尹眩求)

    - 조카 딸 : 윤선희(尹善姬, 1915년 9월 29일 - 사망)
    - 조카사위 : 장석윤(張錫潤, 1904년 - 2004년 1월 16일, 제7대 내무부장관)

- 처 : 손진실(孫眞實, 1901년 - 1990년,[28], 다른 이름은 원미(元美))
  - 첫째 아들 : 윤종선(尹淙善, 1935년 - 2002년 3월 17일[29]), 생화학박사, 뉴욕치과대학교 교수
  - 첫째 며느리 : 홍명혜, 전 뉴욕 대한민국 총영사, 덴마크 대사 홍성욱의 딸
    - 손자 : 윤인구(조나단, 아나운서 윤인구와는 동명이인. 아나운서 윤인구와는 8촌 종형제간, 치과의사, 미군 군의관 소령)
    - 손녀 : 윤인경(줄리아나, 치과 의사)

  - 장녀 : 윤원희(尹沅姬, 미국 국무부 공무원)
  - 아들 : 윤해선(1939년 - , 미국 스타이브센트 고등학교 최초의 한국인 졸업생)
  - 딸 : 윤양희
  - 사위 : 하용희
    - 외손녀 : 하미성
    - 외손자 : 하대원

- 장인 : 손정도(孫貞道, 1872년 7월 26일 ~ 1931년 2월 19일, 독립운동가 겸 목회자, 호는 해석(海石))
- 장모 : 박신일(朴信一, 1879년 ~ )
  - 처남 : 손원일(孫元一, 1910년 5월 5일 ~ 1980년 2월 15일, 대한민국 해군창군 주역, 해군참모총장 역임)
  - 처조카 : 손명원 1941년 5월 5일 현대미포조선 쌍용자동차 사장 역임
  - 처남 : 손원태(孫元泰, ? - ?, 의사)
  - 처제 : 손성실(孫誠實)
    - 동서 : 신국권

  - 처제 : 손인실(孫仁實, 영문명 InShil S Moon, 1917년 8월 21일 - 1999년 2월 10일)
    - 동서 : 문병기(文炳基, 1917년 - ?)
- 처조부 : 손형준(孫亨俊, 다른 이름은 손몽룡)
- 처조모 : 오신도(吳信道)
- 처외조부 : 박용(朴鏞[30])

- 사돈 : 남궁원, 탤런트 겸 영화배우
- 사돈 : 김동조(金東祚, 1918년 - 2004년, 전 외무부 장관)

## 같이 보기
| - 제1공화국 - 제2공화국 - 외교관 - 윤치왕 - 윤웅렬 - 윤치호 - 윤영렬 - 윤보선 - 이승만 - 손정도 - 손원일 - 김일성 - 남궁억 | - 장면 - 윤치영 - 한진창 - 남궁원 - 홍정욱 - 손인실 - 손진실 - 윤기선 - 윤장선 - 윤연선 - 정몽준 - 김영명 |